# Como (Teksas)
Como je gradić u američkoj saveznoj državi Teksas. Prema popisu stanovništva iz 2010. u njemu je živjelo 702 stanovnika.